# Bardel
Bardel ist eine Ortschaft in der Stadtgemeinde Bad Bentheim im niedersächsischen Landkreis Grafschaft Bentheim an den Grenzen zu Nordrhein-Westfalen im Süden und den Niederlanden im Westen.

## Geografie und Verkehrsanbindung
Der Ort liegt südwestlich der Kernstadt Bad Bentheim an der Gronauer Straße und am Ravenhorster Bach, einem rechten Nebenfluss der Dinkel. Südöstlich liegt das Naturschutzgebiet Gildehauser Venn.

## Geschichte
Im Rahmen der niedersächsischen Gemeindegebietsreform wurden am 1. März 1974 die Gemeinden Bardel und Sieringhoek zusammen mit der Stadt Bentheim und der Samtgemeinde Gildehaus zur Einheitsgemeinde Stadt Bentheim zusammengeschlossen.

## Politik
Nach der Eingemeindung wurde Bardel zu einer Ortschaft nach dem Niedersächsischen Kommunalverfassungsgesetz. Der Rat der Stadt beruft daher einen Ortsvorsteher, der sich um die Belange der Ortschaft kümmert und die Stadtverwaltung sowie die Gremien des Rates in allen Fragen unterstützt, die die Ortschaft betrifft. Ortsvorsteher von Bardel ist Bernhard Eilering.

## Missionsgymnasium St. Antonius – International College of Science and the Arts
Bardel ist über den Ort hinaus bekannt durch das 1922 errichtete Kloster Bardel, das zur nordbrasilianischen Franziskanerprovinz gehört, sowie vor allem durch das Missionsgymnasium St. Antonius – International College of Science and the Arts. Das Gymnasium ist mittlerweile in Trägerschaft der Schulstiftung des Bistums Osnabrück. Eine Besonderheit dieser Schule ist die Möglichkeit, neben dem deutschen Abitur, das englische Advanced Level und damit den höchsten Schulabschluss Englands zu erlangen. Aus diesem Grund werden bestimmte Fächer bereits ab der fünften Klasse bilingual unterrichtet.